# Marie-Antoinette en gaulle
 (septembre 2024).
Marie-Antoinette en gaulle – ou Marie-Antoinette en robe de mousseline – est un tableau réalisé par la peintre française Élisabeth Vigée Le Brun  en 1783. Cette huile sur toile est le portrait à mi-corps de Marie-Antoinette d'Autriche une rose à la main devant un fond noir. La reine y figure coiffée d'un chapeau mais seulement vêtue d'une robe en mousseline, ce qui fait scandale au Salon de peinture et de sculpture, d'où la peinture doit être retirée pour être remplacée par le plus seyant Portrait de Marie-Antoinette à la rose. Elle est conservée au château de Wolfsgarten, à Langen, dans la Hesse, en Allemagne.

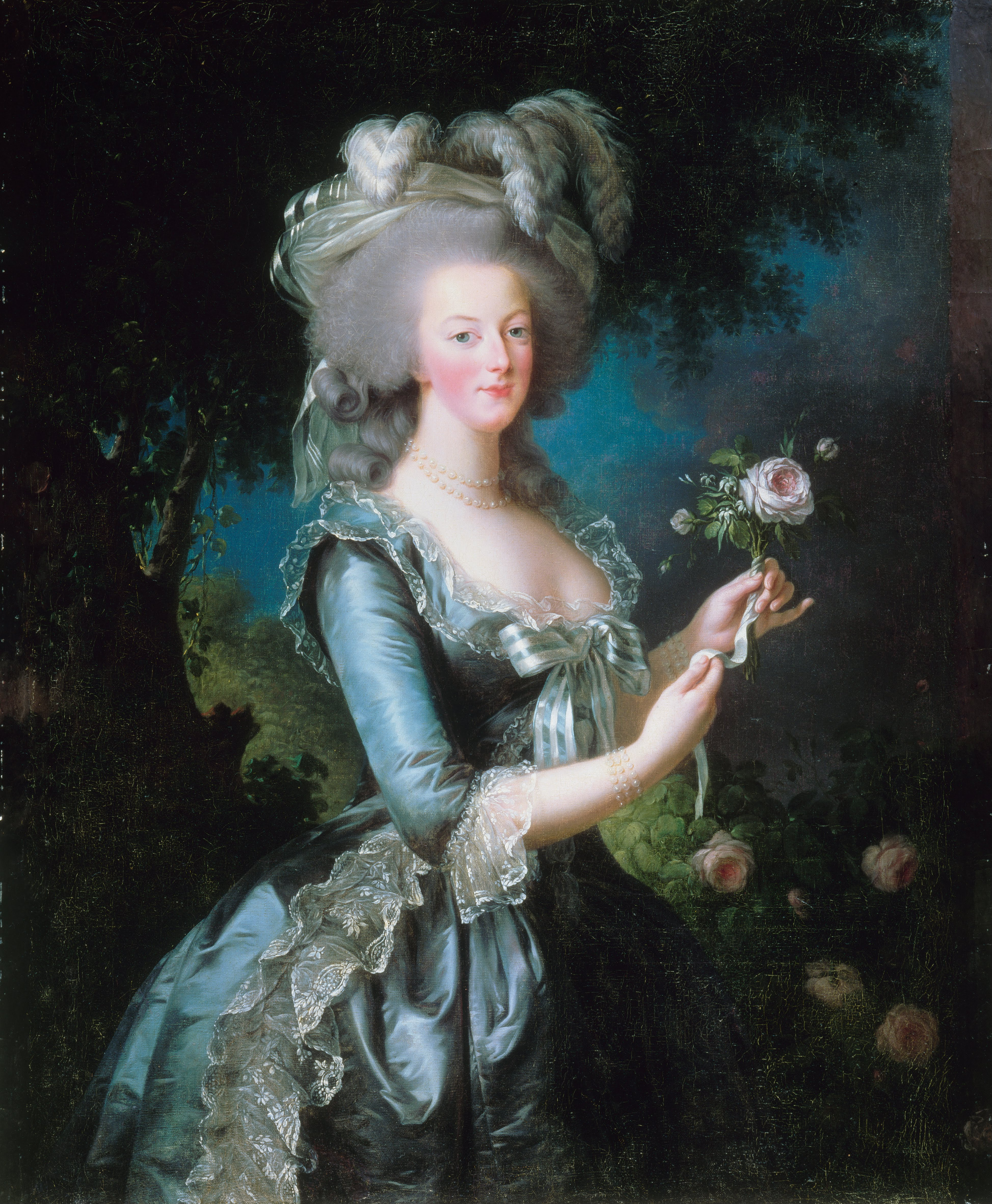
Portrait de Marie-Antoinette à la rose, 1783 – Château de Versailles, Versailles.